# Мацумура, Ниндзо
Ниндзо Мацумура (яп. 松村任三 Мацумура Ниндзо:, 1856—1928) — японский ботаник.

## Биография
Ниндзо Мацумура родился 9 января 1856 года в семье самурайского сословия в Мацуока в провинции Хитати. В 1870 году отправился в Токио и поступил в Южный колледж Токийского университета — подразделение университета, в котором иностранные преподаватели учили детей самураев языкам Запада.
В 1877 году был принят на работу в ботанический сад Коисикава Коракуэн в Токио. В 1883 году Мацумура стал экстраординарным профессором Токийского университета. В 1885 году отправился в Германию, продолжал обучение ботаники у профессора Юлиуса Сакса в Вюрцбургском университете и у профессора Эрнста Пфитцера в Гейдельбергском университете. По возвращении в Японию в 1888 году вновь стал экстраординарным профессором естественнонаучного факультета Токийского университета.
С 1890 по 1921 Мацумура был полным профессором систематической ботаники в Университете. С 1891 года он стал управляющим сада Коисикава Коракуэн. В 1891 году Ниндзо Мацумура также получил степень доктора наук, был избран президентом Токийского ботанического общества, на эту должность переизбирался многократно вплоть до 1923 года. В 1897 году избран директором Ботанического сада.
В 1906 году Мацумура вновь ездил в Европу. Также в 1906 году он получил степень доктора права Абердинского университета. В 1907 году Ниндзо Мацумура стал членом-корреспондентом Немецкого ботанического общества. В 1908 году стал академиком Токийской королевской академии наук. С 1911 года — член-корреспондент Эдинбургского ботанического общества.
В 1922 году оставил изучение ботаники и преподавательскую деятельность, стал перерабатывать неопубликованные рукописи по языковедению. В ноябре 1923 года пережил инсульт. 4 мая 1928 года Ниндзо Мацумура скончался.

## Некоторые научные публикации
- Matsumura N. Nippon shokubutsumeii; or nomenclature of japanese plants in Latin, Japanese and Chinese. — Tokio, 1884. — 209 p.
- Matsumura N. Cryptogamae japonicae iconibus illustratae. — Tokyo, 1899—1901.
- Matsumura N. Index plantarum japonicarum. — Tokioni, 1904—1912. — 2 vols.
- Matsumura N.; Hayata B. Enumeratio plantarum in insula Formosa sponte crescentium. — Tokyo, 1906. — 702 p.
- Matsumura N. Icones plantarum koisikavenses. — Tokio, 1911—1921. — 4 vols.

## Роды растений, названные в честь Ниндзо Мацумуры
- Matsumuraea S.Okamura, 1914 [= Duthiella Müll.Hal. ex Broth., 1907]
- Matsumurella Makino, 1915
- Matsumuria Hemsl., 1909, nom. superfl. [≡ Titanotrichum Soler., 1909]